# Reinwardtoena
Reinwardtoena és un gènere d'ocells de la família dels colúmbids (Columbidae ). El nom d'aquest gènere commemora al naturalista alemany Caspar Georg Carl Reinwardt, ja que combina el cognom amb la paraula «oena», procedent del grec antic «oinas» que significa “colom”. Les tres espècies habiten a la Melanèsia.

## Taxonomia
Segons la Classificació del Congrés Ornitològic Internacional (versió 14.2, 2024) aquest gènere està format per tres espècies:
- tórtora cuallarga de Brown (Reinwardtoena browni).
- tórtora cuallarga crestada (Reinwardtoena crassirostris).
- tórtora cuallarga de Reinwardt (Reinwardtoena reinwardti).